# Enver Hoxha
Enver Halil Hoxha [envèr halìl hòdža], albanski politik, revolucionar in diktator, * 16. oktober 1908, Gjirokastra, Albanija (tedaj Osmansko cesarstvo), † 11. april 1985, Tirana, Albanija (tedaj LSR Albanija).
Bil je prvi sekretar Stranke dela Albanije od leta 1941 do svoje smrti leta 1985. Bil je tudi član politbiroja Stranke dela Albanije, predsednik Demokratske fronte Albanije in vrhovni poveljnik oboroženih silah od leta 1944 do njegove smrti. Bil je (22.) predsednik vlade Albanije in sicer desetletje od 1944 do 1954 in je bil v istem obdobju tako zunanji, kot tudi obrambni minister Ljudske republike Albanije.
Hoxha se je rodil v Gjirokastri leta 1908 in je leta 1936 postal gimnazijski učitelj francoščine. Po italijanski invaziji na Albanijo se je pridružil Komunistični partiji Albanije ob njenem nastanku leta 1941 (v Sovjetski zvezi)? in bil kot kompromisni kandidat med frakcijami izbran za njenega sekretarja. Za generalnega sekretarja KPA je bil formalno izvoljen marca 1943, ko je imel 34 let. Hoxha, ki je poveljeval odporniškim silam, ki so sodelovale z jugoslovansko NOV, je prišel na oblast z zmago albanske osvobodilne vojske in postal vodja albanske države.
Med svojo 40-letno vladavino je Hoxha obnovil državo, ki je po drugi svetovni vojni ostala v ruševinah, zgradil prvo albansko železniško progo, dvignil stopnjo pismenosti odraslih s 5 % na več kot 90 %, zmanjšal epidemije, elektrificiral državo in vodil Albanijo h kmetijski neodvisnosti. Prav tako je prepovedal vero, potovanja v tujino in zasebno lastništvo, zaprl ali spremenil v posvetno uporabo pa je vse verske objekte v Albaniji. Pod njegovo komunistično diktaturo je bilo na tisoče domnevnih disidentov usmrčenih, več deset tisoč drugih pa je bilo zaprtih v koncentrijskih taboriščih za prisilno delo.
Za Hoxhino vlado je bila značilna njegova razglašena trdna privrženost protirevizionistični marksistično–leninistični ideologiji, torej stalinizmu, od sredine/pozno sedemdesetih let dvajsetega stoletja naprej. Po njegovem razhodu z maoizmom v obdobju 1972/6–78 so se številne maoistične stranke po vsem svetu razglasile za hodžaistične. Mednarodna konferenca "marksistično-leninističnih" strank in organizacij (Unity & Struggle) je najbolj znano združenje teh strank.

## Zgodnje življenje
Enver Hoxha se je rodil 16. oktobra 1908 v Gjirokastërju v južni Albaniji (takrat del Osmanskega cesarstva). Bil je sin Halila Hoxhe, muslimanskega trgovca s tkaninami, Toska, ki je veliko potoval po Evropi in ZDA, in Gjylihana (Gjylo) Hoxhe, rojene Çuçi. Njegov priimek Hoxha v turščini (izgovarja se [hoˈd͡ʒɑ]) pomeni "gospodar" ali (verski/muslimanski) učitelj in je najpogostejši v Albaniji. Izhaja iz samostalnika khawaja, ki se, kadar se uporablja posebej v albanskem jeziku, nanaša na muslimanskega duhovnika, glede na to, da so bili nekateri njegovi očetovski predniki verjetno pripadniki muslimanske duhovščine (ulema). Oče ga je poimenoval po priznanem otomanskem vojaškem častniku in pripadniku Mladih Turkov Enver paši. Družina Hoxha izvira iz vasi Dropull in je bila pridružena bektaškemu redu. Leta 1916 ga je oče pripeljal iskat blagoslov Baba Selima iz Zall Teqe.
Po končani osnovni šoli je Enver Hoxha nadaljeval študij na mestni višji gimnaziji "Liria". Študij je začel na liceju Gjirokastër leta 1923. Po zaprtju liceja je bil zaradi posredovanja Ekrema Libohove, Hoxha nagrajen z državno štipendijo za nadaljevanje študija v Korçë, na francoskem albanskem nacionalnem liceju do leta 1930. Leta 1930 je Hoxha odšel študirat na univerzo Montpellier v Franciji z državno štipendijo za naravoslovno fakulteto, vendar je izgubil albansko državno štipendijo, ker je zanemarjal študij. Kasneje je odšel v Pariz, kjer se je antizogističnim priseljencem predstavil kot svak Bahrija Omarja.
Od leta 1935 do 1936 je bil zaposlen kot tajnik na albanskem konzulatu v Bruslju. Po vrnitvi v Albanijo je delal kot pogodbeni učitelj na Gimnaziji v Tirani. Hoxha je od leta 1937 do 1939 poučeval francoščino in moralo v Korça Liceumu ter je bil tudi oskrbnik šolske knjižnice.
7. aprila 1939 je Albanijo napadla in zavzela Fašistična Italija. Italijani so ustanovili marionetno vlado, Albansko kraljestvo (1939–43), pod vodstvom Shefqeta Vërlacija. Konec leta 1939 je bil Hoxha premeščen v gimnazijo Gjirokastra, a se je kmalu vrnil v Tirano. Pomagal mu je njegov najboljši prijatelj Esat Dishnica, ki je Hoxho predstavil Dishnicinemu bratrancu Ibrahimu Biçakçiuju. Hoxha je začel spati v Biçakçiujevi tobačni tovarni "Flora", čez nekaj časa pa je Dishnica odprla istoimensko trgovino, kjer je Hoxha začel delati. Bil je simpatizer Korçine komunistične skupine.

## Služenje v partizanih
8. novembra 1941 je Hoxha s svojimi sodelavci ustanovil Komunistično partijo Albanije. Za obrambo albanske fronte je Komunistična partija Jugoslavije poslala dva predstavnika, da bi se srečala z državnimi voditelji, ustanovila Centralni komite v Albaniji in organizirala odpor.
Kot najvišji predstavnik albanskega komunizma je Hoxha sodeloval pri reorganizaciji albanskih partizanov skupaj z miličnikom Mehmetom Shehujem. V sodelovanju z Jugoslovani je komunistična skupina izvedla gverilsko vojno z opaznimi dejanji, kot je sabotaža vseh komunikacijskih poti junija 1942. Različne struje odpora - komunisti, nacionalisti in monarhisti - so se septembra združile v okviru Narodnega Osvobodilnega gibanja (Lëvizja Nacional Çlirimtare, LANÇ). Čeprav je bila v svojem izvoru neodvisna skupina, so komunisti na koncu prevzeli nadzor in zato sta obstajali še dve organizaciji: nacionalistična Nacionalna fronta (Balli Kombëtar) in monarhistično legalistično gibanje (Legaliteti).
20. marca 1943 je Hoxha spodbujal ustanovitev Direktorata državne varnosti (Sigurimi), zarodka tajne policije, katere cilj je bil preprečiti revolucijo in zatreti nasprotovanje režimu.
Septembra 1943, ko je postalo znano, da je bil Benito Mussolini odstranjen s položaja voditelja, sta LANÇ in Nacionalna fronta sklenila "sporazum Mukje", da bi začela skupno ofenzivo. Komunisti so prevzeli nadzor nad večino juga države, nacionalisti pa severni del. Vendar je bilo zavezništvo kmalu prekinjeno zaradi nesoglasij glede povojnih razmer na Kosovu.
Septembra istega leta so Nemci vdrli v Albanijo in predali položaje pripadnikom Balli Kombëtar. Vse to je med civilnim prebivalstvom pomenilo prelomnico za sprejemanje komunističnih idej in Hoxha je to izkoristil s prodajo partizanov kot edinih jamcev neodvisnosti. Albanski partizani so 17. novembra 1944 prevzeli nadzor nad Tirano, 29. novembra pa preostalo državo. Pred koncem druge svetovne vojne je Albanija sklenila sporazum, s katerim je bilo Kosovo, kot avtonomna pokrajina, vključeno v Jugoslavijo.

## Voditelj Albanije

### Zgodnja leta vladanja
23. oktobra 1944 je Hoxha prevzel oblast v Albaniji in postal njen voditelj. Uveljavil je ideologijo marksizmo-leninizem in močno občudoval sovjetskega diktaorja Josifa Stalina. Januarja 1945 se je Hoxha poročil z punco Nexhmije Hoxho in z njo imel 3 otroke. V obdobju 1945–1950 je vlada sprejela politike in ukrepe, namenjene utrditvi oblasti, ki so vključevali izvensodne množične poboje in usmrtitve, ki so ciljale in odpravljale protikomuniste. Avgusta 1945 je bil sprejet zakon o agrarni reformi. Begom in velikim posestnikom je zaplenil zemljo ter jo brez odškodnin dal kmetom. 52 % vseh zemljišč je bilo pred sprejetjem zakona v lasti velikih posestnikov; ta se je po sprejetju zakona zmanjšal na 16 %. Nepismenost, ki je bila leta 1939 na podeželju 90–95 %, je do leta 1950 padla na 30 %, do leta 1985 pa je bila enaka tisti v zahodni državi.
Do leta 1949 so ameriške in britanske obveščevalne organizacije sodelovale z nekdanjim kraljem Zogom in gorskimi možmi njegove osebne garde. Rekrutirali so albanske begunce in emigrante iz Egipta, Italije in Grčije, jih usposabljali na Cipru, Malti in v Zvezni republiki Nemčiji (Zahodna Nemčija) ter jih infiltrirali v Albanijo. Gverilske enote so vstopile v Albanijo v letih 1950 in 1952, vendar so jih albanske varnostne sile ubile ali ujele. Kim Philby, sovjetski dvojni agent, ki je delal kot častnik za zvezo med MI6 in Cio, je v Moskvi razkril podrobnosti načrta infiltracije, kršitev varnosti pa je zahtevala življenja približno 300 infiltratorjev. 
Enverjev režim si je prizadeval za stalno "revolucionarizacijo" družbe, ki so je navdihovala pristna marksistična-leninistična načela - v nasprotju z domnevnim sovjetskim revizionizmom -, da bi uničili razredne privilegije. Posledično so se razlike v plačah znatno zmanjšale, vojaški činovi so bili odpravljeni in intelektualni delavci so bili prisiljeni vsak mesec opravljati pripravništvo pri fizičnih delavcih.
Leta 1957 je Hoxha ustanovil državno univerzo v Tirani - prvo te vrste v Albaniji. Na njegovo pobudo je bila srednjeveška Gjakmarrja, torej praksa t.i umor iz časti. V času njegovega vladanja je bil na področju zdravstva narejen velik napredek. Zgodovinski problem Albanije je bila malarija in država je imela največje število okuženih bolnikov v Evropi, problem te bolezni je bil rešen s širjenjem diklorodifeniltrikloroetana, do leta 1985 pa je bila bolezen popolnoma izkoreninjena. Odpravljene so bile tudi druge bolezni, vključno s sifilisom.
Od leta 1953 sta Stalinova smrt in Hruščov sprejem manj zatiralske politike v Sovjetski zvezi privedli do tega, da je Hoxha leta 1961 prekinil odnose z Sovjetsko zvezo, zmanjšal pa je tudi odnose z večino vzhodnoevropskih držav na nizko raven ter namesto tega sklenil tesno zavezništvo z Ljudsko republiko Kitajsko. Pomanjkljivi so bili tudi odnosi z zahodnim svetom in večino neuvrščenih držav, kar Hoxhi in drugim albanskim partijskim voditeljem ni preprečilo, da bi jih zdravili francoski zdravniki ter da bi njihovi državljani študirali v Franciji in na Švedskem. Prvič, po prekinitvi odnosov s Sovjetsko zvezo, je maoizem postal uradna linija Laburistične stranke Albanije. Leta 1968 je Albanija pod Hoxhinim vodstvom uradno izstopila iz Varšavskega pakta. Hoxha je kasneje kritiziral ideje Maa Cetunga kot revizionistične. Odnosi s Kitajsko so bili prekinjeni dve leti po Maovi smrti, leta 1978 in ko je Deng Šjaoping sprejel manj zatiralsko politiko. Pod Hoxhovim vodstvom je Albanija začela voditi politiko popolne izolacije. Tako je Hoxha zaradi strahu pred napadi drugih držav ukazal zgraditi okrog 600.000 bunkerjev na strateško pomembnih lokacijah (to je bila t.i. »bunkerizacija« v Albaniji). Po pripovedovanjih tudi Hoxha ni kaj veliko odkrival sveta, saj se nadaljnjih 25 let ni odpravil na nobeno pot v tujino.

### Kršitve človekovih pravic in politična represija
Pod Hoxhovim vodstvom je Albanija doživela enega najbolj okrutnejših povojnih komunističnih režimov. Njegov režim je spominjal na zapor, iz katerega nihče ni mogel oditi in nihče vanj vstopiti. Hoxha je državo zaprl pred zunanjimi vplivi s tem pa so bili stiki z zunanjim svetom popolnoma prekinjeni in prebivalci so več kot štiri desetletja preživeli v popolni informacijski osami. Ker se je zelo zgledoval po stalinistični diktaturi, je Hoxha s pomočjo tajne policije Sigurimi nadzoroval življenja državljanov, na tisoče domnevnih disidentov je bilo na njegov ukaz usmrčenih, več kot deset tisoč drugih pa je bilo zaprtih v koncentracijskih taboriščih za prisilno delo. Prepovedal je tudi potovanja v tujino in odpravil je zasebno lastnino; edina zasebna lastnina, ki so jo lahko imeli državljani, je bilo kolo. Hoxha je prav tako strogo prepovedal religijo ter pri tem ukazal porušiti in uničiti številne cerkve in mošeje, veliko število vernikov je bilo zaprtih, obeleževanje verskih praznikov pa je bilo močno preganjano.

Da bi zmanjšali grožnjo političnih disidentov in drugih izgnancev, so sorodnike obtoženih pogosto aretirali, preganjali in obtožili, da so »ljudski sovražniki«. Politične usmrtitve so bile običajne in režim je ubil najmanj 5.000 ljudi – morda celo 25.000 –. Mučenje je bilo pogosto uporabljeno za pridobitev priznanj na sojenju političnim zapornikom:
En prebežnik je na primer pričal, da so ga mesec in pol držali zavezanega za roke in noge ter da so ga dve do tri ure vsake dva ali tri dni tepli s pasom, pestmi ali škornji. Drugega so pridržali v osem metrov velikem prostoru na lokalni policijski postaji in ga zadržali tam pet dni, vključno z dvokratnim pretepanjem, dokler ni dokončno priznal politično krivdo; odpeljali so ga v sedež tajne službe Sigurimija, kjer so ga kljub predhodnemu priznanju znova mučili in zasliševali do tridnevnega sojenja. Še ena priča je bila več kot eno leto zaprta pod zemljo v trimetrskem kvadratnem prostoru. V tem času so ga v nerednih časovnih premorih zasliševali in ga izpostavljali različnim oblikam fizičnega in psihičnega mučenja. Priklenjen je bil na stol, pretepen in izpostavljen električnim šokom. Pokazali so mu kroglo, ki naj bi bila namenjena njemu, in povedali, da je avtomobilski motor, ki se zažene v njegovem ušesu, pošilja žrtve na njihove usmrtitve, od katerih bo naslednja usmrtitev njegova.  
V času Hoxhovega vladanja je bilo šest institucij za politične zapornike in štirinajst delovnih taborišč, kjer so skupaj delali politični zaporniki. Ocenjuje se, da je bilo do leta 1985 v Albaniji zaprtih približno 32.000 ljudi. 

### Poznejša leta vladanja
Leta 1974 je Hoxha obtožil Beqirja Ballukuja, obrambnega ministra in dolgoletnega zaveznika, da je kitajski agent in da je poskusil izvesti državni udar, saj je Balluku kritiziral njegov program gradnje bunkerja in izjavil, da je ameriška in sovjetska invazija na Albanijo malo verjetna. Hoxha je Ballukuja in skupino njegovih obtoženih sodelavcev obsodil na smrtno kazen in imenoval Mehmeta Shehuja za ministra za obrambo. O novi ustavi je odločal sedmi kongres Albanske stranke dela 1.–7. novembra 1976. Po Hoxhi je bila »stara ustava ustava gradnje temeljev socializma, nova ustava pa bo Ustava popolne izgradnje socialistične družbe."
Samozavest je bila zdaj poudarjena bolj kot kdaj koli prej. Občane so spodbujali k usposabljanju za uporabo orožja, to dejavnost pa so poučevali tudi v šolah. Namen tega usposabljanja je bil spodbuditi ustvarjanje hitrih partizanov.

Zadolževanje in tuje naložbe so bile prepovedane po 26. členu ustave, ki je glasil: »Dajanje koncesij in ustanavljanje tujih gospodarskih in finančnih družb ter drugih institucij ali ustanov, ki so nastale skupaj z buržoaznimi in revizionističnimi kapitalističnimi monopoli in državami ter pridobivanje kreditov od njih je v Ljudski socialistični republiki Albaniji prepovedano." Hoxha je o izposoji denarja in dovolitvi naložb iz drugih držav dejal:
Nobena država, velika ali majhna, ne more zgraditi socializma z jemanjem kreditov in pomoči buržoazije in revizionistov ali z integracijo svojega gospodarstva v svetovni sistem kapitalističnih gospodarstev.  Vsako takšno povezovanje gospodarstva socialistične države z gospodarstvom buržoaznih ali revizionističnih držav odpira vrata delovanju ekonomskih zakonov kapitalizma in degeneraciji socialistične ureditve. To je pot izdaje in obnove kapitalizma, ki so ji sledile in sledijo revizionistične klike. 
V tem obdobju je bila Albanija najbolj izolirana država v Evropi. Vendar je imela Albanija zaradi gospodarske samooskrbe minimalen zunanji dolg. Leta 1983 je Albanija uvozila blago v vrednosti 280 milijonov dolarjev, izvozila pa je blaga v vrednosti 290 milijonov dolarjev, s čimer je ustvarila trgovinski presežek v višini 10 milijonov dolarjev.
Leta 1981 je Hoxha v novi čistki ukazal usmrtitev več partijskih in vladnih uradnikov. Poročali so, da je premier Mehmet Shehu, drugi najmočnejši človek v Albaniji in Hoxhin najbližji soborec v zadnjih 40 letih, decembra 1981 storil samomor. Kasneje se je izkazalo, da bil obsojen kot "izdajalec" Albanije in je bil tudi obtožen delovanja v službi več obveščevalnih agencij. Na splošno velja, da je bil ubit ali pa se je ustrelil med bojem za oblast, ki je morda posledica različnih zunanjih političnih zadev s Hoxho. Hoxha je v tem obdobju napisal tudi velik izbor knjig, kar je povzročilo več kot 65 zbranih del, strnjenih v šest zvezkov izbranih del.

### Smrt in pogreb
Leta 1948 so Hoxhi diognasticirali sladkorno bolezen. Leta 1973 je doživel srčni napad, od katerega si nikoli ni popolnoma opomogel. Deset let pozneje so mu diognasticirali cerebralno ishemijo. V zadnjih dneh življenja v aprilu 1985 je bil priklenjen na invalidski voziček. 9. aprila ga je prizadela ventrikularna fibrilacija. V naslednjih 48 urah je utrpel ponavljajoče se epizode te aritmije. 11. aprila 1985 zjutraj je Enver Hoxha zaradi posledic ventrikularne fibrilacije umrl, v starosti 76 let.
Hoxhino truplo je tri dni ležalo v zgradbi predsedstva Ljudske skupščine, preden so ga 15. aprila po spominski slovesnosti na Skenderbegovem trgu pokopali. Vlada je zavrnila sprejem tujih delegacij med Hoxhinim pogrebom in je celo obsodila sovjetsko sožalno sporočilo kot "nesprejemljivo". Po njegovem pogrebu je Hoxho na položaju vodje države nasledil Ramiz Alia, ki je dva dni pozneje prevzel nadzor nad vodstvom stranke. Hoxhinova smrt je Albaniji pustila zapuščino izolacije in strahu pred zunanjim svetom. Kljub določenemu gospodarskemu napredku, ki ga je Albanija dosegla med Hoxhino vladavino, je bila država v gospodarski stagnaciji; Albanija je bila v večjem delu obdobja hladne vojne najrevnejša evropska država. Po prehodu Albanije v kapitalizem leta 1992 se je Hoxhina zapuščina zmanjšala, tako da je bilo do začetka 21. stoletja v Albaniji še vedno zelo malo.